# Ноемі Тот
Ноемі Тот (угор. Noémi Tóth, 7 червня 1976) — угорська та італійська ватерполістка.
Олімпійська чемпіонка 2004 року.
Чемпіонка світу з водних видів спорту 1994 року, призерка 2003 року.